# Neoscona simoni
Neoscona simoni là một loài nhện trong họ Araneidae.
Loài này thuộc chi Neoscona. Neoscona simoni được Manfred Grasshoff miêu tả năm 1986.